# Tezuka Productions
Tezuka Productions Co., Ltd. (яп. 株式会社手塚プロダクション, Kabushiki-gaisha Tezuka Purodakushon) — японська анімаційна студія, заснована Осамою Тедзукою у 1968 році. Вона відома створенням таких робіт, як Marvelous Melmo, серіали Astro Boy 1980 та 2003 років, а також Black Jack. Студія також володіє інтелектуальними правами на твори Тезуки; його син, Макото Тезука, нині прагне використовувати компанію для продовження манґ Тезуки з новими випусками та публікації його посмертних робіт, зокрема Legend of the Forest.
Логотип студії — синій силует голови Астро-Боя, який слугує маскотом.

## Історія
У 1961 році Осаму Тедзука заснував Osamu Tezuka Mushi Production як підрозділ з виробництва відео та анімації. Наступного року компанію офіційно зареєстрували під назвою Mushi Productions Co., Ltd. Тедзука обіймав посаду виконавчого директора до 1968 року, після чого залишив компанію, щоб створити нову анімаційну студію Tezuka Productions Co., Ltd. як відокремлений підрозділ Mushi Productions, який зосередився на випуску манґи та управлінні авторськими правами.
У 1970 році Осаму Тедзука переніс штаб-квартиру Tezuka Productions на другий і третій поверхи кафе навпроти станції Фуджімідай у районі Неріма. Другий поверх був відведений під офіси співробітників і виробничих асистентів, а третій став особистим робочим простором та офісом Тедзука. У перші роки студія займалася анімаційними проєктами на субпідряді для Mushi Production, серед яких були різноманітні короткометражні роботи та повноцінний телевізійний серіал Fushigi na Merumo (Дивовижна Мельмо), який транслювався на TBS у 26 епізодах з жовтня 1971 по березень 1972 року. Після банкрутства Mushi Production у 1973 році Tezuka Productions повністю перейшла до власного анімаційного виробництва разом із випуском манґи та управлінням авторськими правами, що призвело до швидкого зростання студії. У 1976 році Tezuka Productions знову переїхала в Takadanobaba Seven Building (яп. 高田馬場のセブンビル, Takadanobaba no Sebun Biru) у Такаданобаба, Шіндзюку.
У 1980—1981 роках Tezuka Productions створила ремейк Астро-Боя, який складався з 52 епізодів і транслювався на Nippon TV. Осаму Тедзука був незадоволений першим серіалом Астро-Бой, створеним на Mushi Production, і ще з 1974 року прагнув зробити його перезапуск.
У 2007 році Tezuka Productions розпочала багаторічний проєкт з оцифрування та розфарбовування всіх опублікованих манґ-серій Осаму Тедзука, що загалом налічували понад 150 000 сторінок. Колишні особисті асистенти Тедзука відтворили кольорові зразки, які використовувалися для повнокольорових ілюстрацій за життя Тезуки, щоб забезпечити відповідність нового процесу розфарбовування оригінальним кольорам.
У 2008 році син Осаму Тедзука, Макото, оголосив, що завершить Legend of the Forest — останню незавершену роботу свого батька — на Tezuka Productions. Фільм було завершено у 2014 році й уперше показано в серпні того ж року на Міжнародному фестивалі анімації в Хіросімі. Північноамериканська прем'єра відбулася 21 лютого 2015 року в Japan Society у Нью-Йорку.

## Праця

### Телесеріали

#### Твори Осаму Тедзуки
- Marvelous Melmo (3 жовтня 1971 — 26 березня 1972)
- Astro Boy (1 жовтня 1980 — 23 грудня 1981)
- Don Dracula (5 квітня 1982 — 26 квітня 1982)
- Blue Blink (7 квітня 1989 — 16 березня 1990)
- The New Adventures of Kimba The White Lion (12 жовтня 1989 — 11 жовтня 1990)
- The Three-Eyed One (18 жовтня 1990 — 26 вересня 1991)
- In the Beginning: The Bible Stories (1 квітня 1997 р. — 9 травня 1997 р.)
- Astro Boy (6 квітня 2003 — 28 березня 2004)
- Phoenix (21 березня 2004 — 4 травня 2004)
- Black Jack (11 жовтня 2004 — 6 березня 2006)
- Black Jack 21 (10 квітня 2006 — 4 вересня 2006)
- Little Astro Boy (22 березня 2014 — 26 квітня 2014)
- Young Black Jack (1 жовтня 2015 — 17 грудня 2015)
- Dororo (7 січня 2019 — 24 червня 2019) — спільне виробництво з MAPPA[12]
- Go Astro Boy Go! (3 жовтня 2019 р. — 1 жовтня 2020 р.)
- Astro Boy Reboot (TBA)[13]

#### На основі інших авторів
- Dear Brother (14 липня, 1991 — 31 травня, 1992)
- Hakugei: Legend of the Moby Dick (2 квітня, 1997 — 12 травня, 1999, епізоди 19–26)
- Mokke (3 жовтня, 2007 — 25 березня, 2008)
- Genji Monogatari Sennenki (15 січня, 2009 — 26 березня, 2009)
- Kids on the Slope (12 квітня, 2012 — 28 червня, 2012) — спільне виробництво з MAPPA
- Samurai Warriors (11 січня, 2015 — 29 березня, 2015) — спільне виробництво з TYO Animations[14]
- Dagashi Kashi 2 (12 січня, 2018 — 30 березня, 2018)[15]
- The Quintessential Quintuplets (9 січня, 2019 — 28 березня, 2019)[16]
- Adachi and Shimamura (9 жовтня, 2020 — 25 грудня, 2020)[17]
- How Not to Summon a Demon Lord Ω (9 квітня, 2021 — 11 червня, 2021) — спільне виробництво з Okuruto Noboru;[18] Tezuka Productions анімували 1, 3–6, та 8–10 епізоди.
- Girlfriend, Girlfriend (3 липня, 2021 — 18 вересня, 2021)[19]
- Muteking the Dancing Hero (3 жовтня, 2021 — 19 грудня, 2021) — спільне виробництво з Tatsunoko Production[20]
- The Dawn of the Witch (8 квітня, 2022 — 1 липня, 2022)[21]
- Mamekichi Mameko NEET no Nichijō (3 жовтня, 2022)[22]
- Endo and Kobayashi Live! The Latest on Tsundere Villainess Lieselotte (7 січня, 2023 — 25 березня, 2023)[23]
- My Home Hero (2 квітня, 2023 — 18 червня, 2023)[24]
- The Café Terrace and Its Goddesses (8 квітня, 2023 — дотепер)[25]
- Under Ninja (6 жовтня, 2023 — 22 грудня, 2023)[26]
- The Fable (7 квітня, 2024 — 29 вересня, 2024)[27]
- My Wife Has No Emotion (2 липня, 2024 — 17 вересня, 2024)[28]

### Фільми

#### Твори Осаму Тедзуки
- Once Upon a Time (15 березня, 1970) — короткометражний фільм
- Misuke in the Land of Ice (липень 1970) — короткометражний фільм
- Misuke in Southern (серпень 1971) — короткометражний фільм
- One Million-Year Trip: Bander Book (27 серпня, 1978) — телевізійний фільм
- Unico: Black Cloud, White Feather (5 квітня, 1979) — короткометражний фільм
- Undersea Super Train: Marine Express (26 серпня, 1979) — телевізійний фільм
- Phoenix 2772 (15 березня, 1980)
- Fumoon (31 серпня, 1980) — телевізійний фільм
- The Fantastic Adventures of Unico (14 березня, 1981) — спільне виробничтво з Sanrio і Madhouse
- Bremen 4: Angels in Hell (23 серпня, 1981) — телевізійний фільм
- Unico in the Island of Magic (16 липня, 1983) — спільне виробничтво з Sanrio і Madhouse
- A Time Slip of 10,000 Years: Prime Rose (21 серпня, 1983)
- Jumping (червень 1984) — експериментальний фільм
- Bagi, the Monster of Mighty Nature (19 серпня, 1984) — телевізійний фільм
- Broken Down Film (15 серпня, 1985) — експериментальний фільм
- Galaxy Investigation 2100: Border Planet (24 серпня, 1986) — телевізійний фільм
- Phoenix: Karma Chapter (20 грудня, 1986) — спільне виробничтво з Madhouse
- Push (21 серпня, 1987) — експериментальний фільм
- Muramasa (21 серпня, 1987) — експериментальний фільм
- Legend of the Forest, Part I (18 грудня, 1987) — експериментальний фільм
- Self-Portrait (червня 1988) — експериментальний фільм
- The Tezuka Osamu Story: I Am Son-goku (27 серпня, 1989) — телевізійний фільм
- Black Jack: The Movie (30 грудня, 1996)
- Black Jack: Capital Transfer to Haien (1996) — короткометражний фільм
- Jungle Emperor Leo (1 серпня, 1997)
- My Son Goku (липень 12, 2003)
- Astro Boy: Mighty Atom - Visitor of 100,000 Light Years, IGZA (1 вересня, 2005)
- Black Jack: The Two Doctors of Darkness (17 грудня, 2005)
- Dr. Pinoko's Forest Adventure (17 грудня 2005) — короткометражний фільм
- Jungle Emperor: The Brave Can Change the Future (5 вересня, 2009)
- Buddha (28 травня, 2011) — спільне виробничтво з Toei Animation
- Buddha 2 (8 лютого, 2014) — спільне виробничтво з Toei Animation

#### Твори інших авторів
- Thumbelina (18 березня, 1978) — спільне виробництво з Toei Animation
- The Life of Budori Gusuko (7 липня, 2012)[29][30]
- My Tyrano: Together, Forever (10 грудня, 2021)
- My Tyrano II: Easter, Garden (25 квітня, 2025)